# Pokémon Ultra Sun i Ultra Moon
Pokémon Ultra Sun i Ultra Moon – dwie gry z serii Pokémon, wydane na konsolę Nintendo 3DS, wyprodukowane przez Game Freak i wydane przez The Pokémon Company (oddział Nintendo). Gry ukazały się 17 listopada 2017 roku. Gry te są ulepszonymi wersjami Pokémon Sun i Moon, które wyszły rok wcześniej – zawierają więcej Pokemonów do złapania, nowe minigry oraz elementy fabularne po zakończeniu wątku głównego. Tak jak oryginalne wersje, Ultra Sun i Ultra Moon różnią się przede wszystkim odwróconym wobec siebie cyklem dnia i nocy, niektórymi elementami fabularnymi oraz dostępnością kilkunastu Pokémonów. Tak jak w poprzednich odsłonach gracz steruje trenerem Pokémonów, przemierza świat, kolekcjonuje nowe stwory i walczy z innymi osobami.
W Polsce gra była dystrybuowana przez ConQuest Entertainment.